# 810 أتوسا
أتوسا هو الكويكب رقم 810 الذي تم اكتشافه من قبل عالم الفلك ماكس ولف من مرصد هايدلبرغ وكان ذلك في 8 سبتمبر من عام 1915 في ألمانيا.